# Liebu (sockenhuvudort i Kina, Shanxi Sheng, lat 39,33, long 111,96)
Liebu är en sockenhuvudort i Kina. Den ligger i provinsen Shanxi, i den norra delen av landet, omkring 170 kilometer norr om provinshuvudstaden Taiyuan. Antalet invånare är 5 103. Befolkningen består av 2 435 kvinnor och 2 668 män. Barn under 15 år utgör 12,0 %, vuxna 15-64 år 79 %, och äldre över 65 år 7,0 %.
Runt Liebu är det ganska tätbefolkat, med 72 invånare per kvadratkilometer. Närmaste större samhälle är Bajiao, 13,5 km söder om Liebu. Trakten runt Liebu består i huvudsak av gräsmarker.
Genomsnittlig årsnederbörd är 620 millimeter. Den regnigaste månaden är juli, med i genomsnitt 184 mm nederbörd, och den torraste är december, med 3 mm nederbörd.